# Jristo Poshtakov
Khristo Poshtakov (en búlgaro: Христо Пощаков) (Pavlikeni, Bulgaria, 1944) es un escritor y traductor búlgaro.
Desde pequeño residió en Sofía, donde estudió en la Universidad Técnica de Sofía. Trabajó como jefe del Departamento Tecnológico y desde 1998 ejerce como traductor de español, inglés y ruso.
Se dedicó a la escritura a partir de los cuarenta años, tras sufrir una caída en Cuba al resbalar con una piel de plátano, lo que le mantuvo postrado unos meses. Ha escrito más de un centenar de relatos y novelas de ciencia ficción y fantasía editadas en varios idiomas.
Con su primer libro Guardiana en Titán obtuvo el premio Eurocón de 1994. La novela corta Así es justo, Botkin fue incluida en la recopilación francesa de ciencia ficción mundial Utopía E 2004. Entre otras, ha publicado cinco colecciones de relatos y tres novelas dedicadas el género fantástico, como Industria, luz y magia y una colección de relatos titulada La transformación.